# Thanh Tùng
Thanh Tùng (15 de setembro de 1948 - 15 de março de 2016) foi um compositor de música pop e compositor vietnamita. Ele nasceu em Nha Trang, Khanh Hoa, mas mudou-se para Hanói aos 6 anos de idade.
Thanh Tùng se formou no conservatório de Pyongyang em 1971 e trabalhou para a voz do Vietnã de 1971 a 1975. Após a reunificação do Vietnã em 1975, ele voltou para Sai Gon, agora Ho Chi Minh, e contribuiu para o estabelecimento da orquestra de televisão da Cidade de Ho Chi Minh. Ele também trabalhou como maestro e arte gerente de Bong Sen (Lotus) empresa de música. Ele trabalhou na associação de músicos da Cidade de Ho Chi Minh.
Thanh Tùng compôs sua primeira música pop, "Cây sầu riêng trổ bông", em 1975. Desde então, ele escreveu mais de 200 canções. Suas canções são muito populares entre os jovens vietnamitas, por exemplo "Hát với chú ve con", "Hoàng hôn màu lá", "Chuyện tình của biển", "Lời tỏ tình của mùa xuân", "Ngôi sao cô đơn", "Câu chuyện nhỏ của tôi", "Hoa tím ngoài sân", "Em và tôi", "Phố biển", "Mưa ngâu", "Lối cũ ta về". A canção "Một mình" tem um refrão que se assemelha a de uma canção popular russa.
Tùng era também um homem de negócios, que tem interesses em água mineral, nos restaurantes e empresas de hotéis, e imóveis. Ele é dono de uma discoteca e abriu um restaurante chamado Os Gêmeos em julho de 1998 na Cidade de Ho Chi Minh.